# Три Короны (гора)
Три Короны (пол. Trzy Korony, словац. Tri Koruny) — вершина одноимённого массива, части горного хребта Пенины на юге Польши. Три Короны являются центральной частью небольшой группы связанных между собой гор, известных как Пенины Сьродкове (пол. Pieniny Środkowe), состоящих в основном из известняковых и доломитовых пород. Гора находятся на территории Пьенинского национального парка в Малопольском воеводстве.

## География

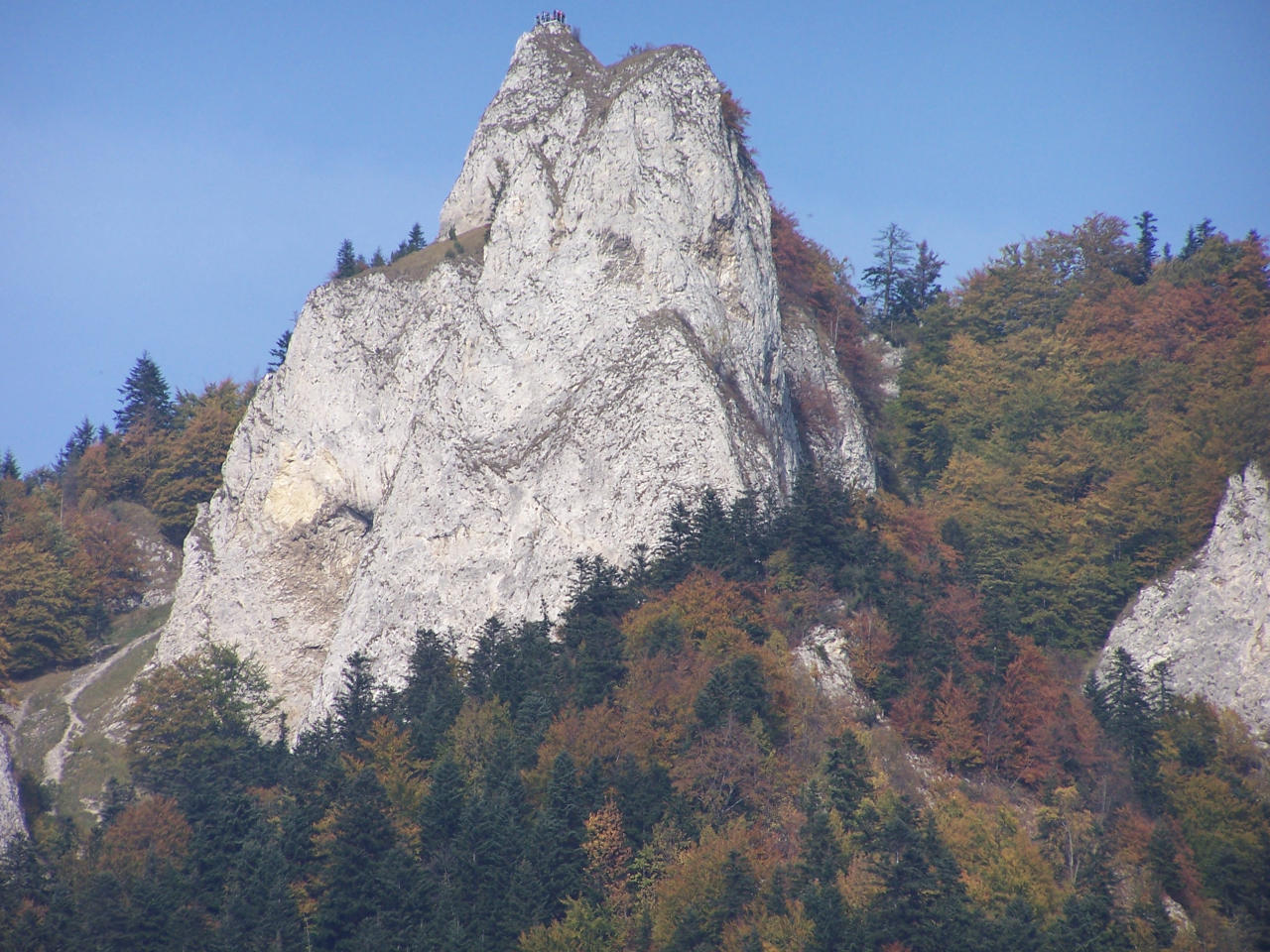
Окронглица, вид с Плаской-Скалы

Вершина отделена от окружающих пиков перевалом Выжни-Лазек (пол. Wyżni Łazek), спускающимся в глубокие долины с ручьями, окруженные лесистыми склонами. Три Короны состоит из пяти известняковых острых пиков. Самый высокий из них называется Окронглица (пол. Okrąglica). Он возвышается на 982 метра над уровнем моря. На вершине Окронглицы находится смотровая площадка оборудованная металлическими барьерами, расположенная над 500-метровым обрывом. На площадке могут разместиться одновременно до 15 человек. С неё открывается вид на реку Дунаец и обширную территорию Пьенинского национального парка, Татры, Сондецкие Бескиды, Горце и Словацкие Бескиды. В хорошую погоду можно увидеть вплоть до Бабьей Горы, расположенной в 63 км.
Вторая по высоте вершина (к юго-востоку от Окронглицы), Пласка-Скала (пол. Płaska Skała), имеет высоту 950 м над уровнем моря. Следующая вершина, известная как Над-Огрудки (пол. Nad Ogródki), расположенная к юго-западу от Окронглицы, высотой 940 м над уровнем моря. На вершине раньше находилась метеостанция, построенная в 1933 году и управляемая вручную отшельником.
Две другие вершины это Паньска-Скала высотой 920 м, на которой гнездятся стенолазы, а также Нижняя Окронглица, 946 м, на которой хранится оборудование для смотровой площадки.

## Флора и фауна
Склоны покрыты лесами. Известняковые грунты, труднодоступные скалы и разнообразие мест обитания делают этот массив домом для многих редких видов растений. Было обнаружено до 7 видов растений, которые не встречаются больше нигде в Пенинах. Следующие виды растений считаются редкими в Польше: офрис насекомоносная, кизильник черноплодный, хохлатка дымянкообразная, одуванчик пенинский, минуарция щетинковая, Carduus lobulatus, бодяк шерстистый, солнцецвет альпийский, володушка долголистая, пепельник цельнолистный, синюха голубая, Poa stiriaca, Хризантема Завадского.
Кроме того, здесь произрастают многочисленные и редкие виды скальных известняковых растений, таких как очиток большой, в которой живут личинки редкой бабочки Аполлон.

## История
В 1834 году в документах появилось немецкое название Кроненберг (Kronenberg с нем. — «Гора-Корона»). Современное название появилось примерно в 1860 году.
Первое туристическое восхождение на Три Короны датируется 1830 годом. После 1850 года на пике Окронглица высечены ступени, на вершине построена деревянная глориетта.
В 1906 году был проложен первый туристический маршрут на вершину. В 1929 году Три Короны были выкуплены польским правительством у частных владельцев.